# رينتي (باد كاليه)
رينتي، باد كاليه (بالفرنسية: Renty)‏ هي بلدية تقع في إقليم باد كاليه من منطقة نور با دو كاليه في شمال فرنسا. تبلغ مساحة هذه المدينة 15.67 (كم²)، وترتفع عن سطح البحر 162 م، يبلغ عدد سكانها 525 نسمة حسب إحصاء المعهد الوطني للإحصاء والدراسات الاقتصادية سنة 2009 م. وترأس Jean Vielliard البلدية خلال فترة (2008-2014).